# فرودگاه تاو
فرودگاه تاو (به انگلیسی: Tau Airport) یک فرودگاه خصوصی بهره‌برداری هوایی با کد یاتا TAV است که یک باند فرود مرجان دارد و طول باند آن ۶۶۱ متر است. این فرودگاه در کشور ساموآ قرار دارد و در ارتفاع ۵۶ متری از سطح دریا واقع شده است.